# Erika Lüscher
Erika Lüscher ist eine Schweizer Journalistin und Sachbuchautorin mit einem Publikationsschwerpunkt in den Bereichen Schweizer Kulinarik und Sehenswürdigkeiten.

## Leben und Wirken
Erika Lüscher schreibt als Journalistin für verschiedene Schweizer Regionalzeitungen, darunter die Aargauer Zeitung und das St. Galler Tagblatt. Als Sachbuchautorin hat sie sich auf die regionale Schweizer Küche spezialisiert. So sammelte sie in Zusammenarbeit mit dem Aargauischen Landfrauenverband regionale Rezepte für den 2003 erschienenen Bildband 200 Jahre Aargauer Küche. Rezepte aus dem Rüebliland und porträtierte ausgewählte Rezeptgeberinnen. Zahlreiche Rezeptbücher erschienen in Zusammenarbeit mit den Köchen Thuri Maag und Lucas Rosenblatt sowie mit dem Autor Beat Frei. Daneben veröffentlicht sie in Kooperation mit örtlichen Fotografen Reise- und Restaurantführer und Bildbände zu Schweizer Landschaften und Sehenswürdigkeiten.
Erika Lüscher lebt in Gränichen.

## Publikationen (Auswahl)
- 200 Jahre Aargauer Küche. Rezepte aus dem Rüebliland. Fona Verlag, Lenzburg 2003, ISBN  978-303780-131-4.
- mit Markus Roth: Metzgete. Fona Verlag, Lenzburg 2008, ISBN 978-3-03780-363-9.
- Erlebnisreich Schweiz. 100 besondere Ausflüge. Fona Verlag, Lenzburg 2013, ISBN 978-3-03781-049-1.

mit Beat Frei
- 550 Jahre Schabziger. Geschichte und Rezepte. Fona Verlag, Lenzburg 2013, ISBN 978-3-03780-489-6.
- Schabziger. Geschichte und Rezepte. Fona Verlag, Lenzburg 2019, ISBN 978-3-03780-668-5.

mit Alfred Haefeli
- In aller Munde. Die 100 beliebtesten Schweizer Lebensmittel. Weltbild, Olten 2009, ISBN 978-3-03812-355-2.
- Die grosse Schweizer Küche. Fona Verlag, Lenzburg 2014, ISBN 978-3-03780-556-5.
- Tapetenwechsel. Die schönsten Ausflugsrestaurants. Deutschschweiz. Fona Verlag, Lenzburg 2014, ISBN 978-3-03781-067-5.
- Tapetenwechsel. Die besten Ausflugsrestaurants 2016/18. Fona Verlag, Lenzburg 2016, ISBN 978-3-03781-088-0.

mit Lucas Rosenblatt
- Fondue. Die leckersten Party-Ideen. Weltbild Verlag, Olten 2009, ISBN 978-3-03812-347-7.
- Käsefondues. Fona Verlag, Lenzburg 2010, ISBN 978-3-03780-441-4.
- Fondues. Zartschmelzender Käse. Fona Verlag, Lenzburg 2018, ISBN 978-3-03780-638-8.

mit Thuri Maag
- Thymian. Das Zauberkraut. Fona Verlag, Lenzburg 2008, ISBN 978-3-03780-331-8.
- Thymian Warenkunde & Rezepte. Hädecke Verlag, Weil der Stadt 2008, ISBN 978-3-77500-528-9.
- Wildfrüchte Botanik – Anbau – Rezepte. Fona Verlag, Lenzburg 2009, ISBN 978-3-03780-384-4.

Switzerland Panorama
- mit Trix Dietz, Heinz Dietz: Schweizer Seen. Paysages Suisses. Swiss Landscapes. Fona Verlag, Lenzburg 2015, ISBN 978-3-03781-081-1.
- mit Trix Dietz, Heinz Dietz: Schweizer Landschaften. Lacs Suisses. Swiss Lakes. Fona Verlag, Lenzburg 2015, ISBN 978-3-03781-082-8.
- mit Martin Bienerth: Schweizer Kühe. Vaches Suisses. Swiss Cows. Fona Verlag, Lenzburg 2015, ISBN 978-3-03781-086-6.
- Schweizer Städte. Villes suisses. Swiss cities. Fona Verlag, Lenzburg 2015, ISBN 978-3-03781-085-9.